# پادشاهی آلمان
پادشاهی آلمان (به لاتین: Regnum Teutonicum) نظامی بود مشتق شده از قلمرو فرانک‌ها در بخش بزرگی از اروپای غربی.
این پادشاهی مانند بسیاری از پادشاهی‌های قرون وسطایی آمیزه‌ای ناهمگون از سرزمین‌های کوچک پیشتر مستقل و مردمان گوناگون بود. پیش‌زمینهٔ تشکیل پادشاهی آلمان با پیمان وردون در ۸۴۳ میلادی و سپس برپایی فرانک خاوری بود.
کارولنژی‌ها تا سال ۹۱۱ میلادی بر این سرزمین فرمان می‌راندند، آنگاه برای چندی پادشاه از میان بزرگان کشور — و البته توسط خود این بزرگان — برگزیده می‌شد. با تاج‌گذاری اتوی بزرگ در ۹۶۲ میلادی به عنوان امپراتور پایه‌های برپایی امپراتوری مقدس روم -که از ۹۵۱ ایتالیا و از ۱۰۳۲ بورگونی را هم در برمی‌گرفت- گذاشته‌شد.
عنوان «شاه ژرمن‌ها» (به لاتین: rex teutonicorum) نخستین‌بار در اواخر سدهٔ یازدهم میلادی از سوی پاپ گرگوری هفتم به کار رفت. در سدهٔ دوازدهم میلادی که امپراتور از طریق امرای انتخابگر برگزیده می‌شد از لقب «شاه رومیان» استفاده می‌شد.
پس از صلح وستفالی در ۱۶۴۸ میلادی آلمان به چندین دولت و پادشاهی کوچک مستقل و خودمختار تقسیم شد.